# Мурманская дистанция пути
Мурманская дистанция пути (ПЧ-42 Октябрьской железной дороги) — структурное подразделение дирекции инфраструктуры филиала ОАО «Российские железные дороги». Дистанция отнесена к 1-й группе. Управление дистанции расположено на станции Мурманск.
Дистанция основана в 1916 году как 10-й строительный участок пути Мурманской железной дороги. К концу 1916 года только что построенный 10 участок Мурманской железной дороги представлял собой однопутный участок в границах от станции Мурманск до станции Белая (примерно там, где сейчас находится станция Апатиты). В 2000 году в состав Мурманской дистанции включена Мурмашинская дистанция пути ПЧ-44.

## Общие сведения
Дистанция обслуживает 421 искусственное сооружение. Дистанцией обслуживаются участки: по главному ходу от  Мурманска на юг, участок Мурманск – Ваенга, участок Кола – Никель.
До недавнего времени северная граница дистанции пути считалась самой северной точкой железных дорог, до того как на Ямале газовики построили линию Обская — Бованенково ещё дальше на север.
Дистанция пути эксплуатирует путь в крайне сложных условиях плана и профиля. По ходу железнодорожной линии имеются огромные перепады высот - от точки с отметкой  над уровнем моря (по Балтийской системе высот) на перегоне Моккет – Титовка, до точки с отметкой  на перегона Кола – Мурманск. Величина максимальной величины уклона составляет 28 0/00 (на участке Мурманск – Ваенга).Общее протяжение кривых участков составляет , что составляет 58% от развёрнутой длины.
Особо сложными являются и погодные условия. С сентября по май температура воздуха в Заполярье, как правило, ниже нуля, а в течение зимы может достигать -30 -40 и холоднее. На Никельском направлении количество осадков в виде снега зимой бывает таким, что на пути образуются заносы выше крыши локомотива. Специализированная снегоуборочная техника, по сути, прогрызает траншею в этом снегу, по которой потом проходят скрытые «с головой» в снегу поезда. Всё это предъявляет особые требования к профессионализму сотрудников Мурманской дистанции пути.
Коллектив дистанции насчитывает свыше 400 человек.

## Полигон для испытания новых технологий
В Мурманской дистанции пути проходили проверку работоспособности дефектоскопы «Авикон-11», которые после испытаний были внедрены в производство. В начале 2000-х цех дефектоскопии Мурманской дистанции пути получил новейшие дефектоскопы отечественной разработки, в том числе четыре первых, только что запущенных в производство «Авикон-11», с заводскими номерами, начинающимися с «001». Разработчики специально приезжали в Мурманск, чтобы на месте оценить, как покажет себя новая техника. Самые первые метры железнодорожного пути ОАО «РЖД» при помощи новейшей техники были проверены в районе станции Кица. Опытная эксплуатация дала положительные результаты, дефектоскопы этой модели впоследствии были выпущены массовой серией и по сей день с успехом используются на всей сети. В настоящее время цехом дефектоскопии Мурманской дистанции пути эксплуатируются пять дефектоскопов типа «Авикон-11», один РДМ 16-12, два «Авикон-02 Р», и несколько дефектоскопов РДМ более ранних выпусков.